# Campionato mondiale di hockey su ghiaccio - Seconda Divisione 2012
Il Campionato mondiale di hockey su ghiaccio - Seconda Divisione 2012 è un torneo di hockey su ghiaccio organizzato dall'International Ice Hockey Federation. Le dodici squadre partecipanti sono state divise in due gironi da sei ciascuno. Il torneo del Gruppo A si è svolto a Reykjavík, in Islanda, dal 12 al 18 aprile. Le partite del Gruppo B invece si è giocato a Sofia, in Bulgaria, dal 2 all'8 aprile. L'Estonia ha vinto il Gruppo A, garantendosi così la partecipazione al Campionato mondiale di Prima Divisione - Gruppo B 2013. Il Belgio ha vinto il Gruppo B, garantendosi così la partecipazione al Campionato mondiale di Seconda Divisione - Gruppo A 2013. Al contrario il Sudafrica, giunto all'ultimo posto, è stato retrocesso per il 2013 in Terza Divisione.

## Partecipanti

### Gruppo A
| Nazionale     | Qualificazione                                                 |
| ------------- | -------------------------------------------------------------- |
| Croazia       | Seconda nella Seconda Divisione - Gruppo B del 2011.           |
| Estonia       | Sesta e retrocessa dalla Prima Divisione - Gruppo B del 2011.  |
| Islanda       | Ospitante, terza nella Seconda Divisione - Gruppo B del 2011.  |
| Nuova Zelanda | Secondo nella Seconda Divisione - Gruppo A del 2011.           |
| Serbia        | Terza nella Seconda Divisione - Gruppo A del 2011.             |
| Spagna        | Quinta e retrocessa dalla Prima Divisione - Gruppo A del 2011. |

### Gruppo B
| Nazionale | Qualificazione                                                 |
| --------- | -------------------------------------------------------------- |
| Belgio    | Quarta nella Seconda Divisione - Gruppo A del 2011.            |
| Bulgaria  | Ospitante, quinta nella Seconda Divisione - Gruppo B del 2011. |
| Cina      | Quarta nella Seconda Divisione - Gruppo B del 2011.            |
| Israele   | Prima e promossa dalla Terza Divisione del 2011.               |
| Messico   | Quinto nella Seconda Divisione - Gruppo A del 2011.            |
| Sudafrica | Seconda e promossa dalla Terza Divisione - Gruppo B del 2011.  |

## Gruppo A

### Incontri
| Reykjavík 12 aprile 2012, ore 13:00 UTC | Croazia | 2 – 3 (0-0; 1-1; 1-2) referto | Spagna | Laugardalur Arena (184 spett.) |

| Reykjavík 12 aprile 2012, ore 16:30 UTC | Estonia | 5 – 2 (1-2; 3-0; 1-0) referto | Serbia | Laugardalur Arena (208 spett.) |

| Reykjavík 12 aprile 2012, ore 20:00 UTC | Islanda | 4 – 0 (1-0; 1-0; 2-0) referto | Nuova Zelanda | Laugardalur Arena (522 spett.) |

| Reykjavík 13 aprile 2012, ore 13:00 UTC | Estonia | 3 – 2 (2-0; 0-1; 1-1) referto | Croazia | Laugardalur Arena (112 spett.) |

| Reykjavík 13 aprile 2012, ore 16:30 UTC | Spagna | 7 – 0 (1-0; 4-0; 2-0) referto | Nuova Zelanda | Laugardalur Arena (157 spett.) |

| Reykjavík 13 aprile 2012, ore 20:00 UTC | Serbia | 3 – 5 (2-2; 0-3; 1-0) referto | Islanda | Laugardalur Arena (850 spett.) |

| Reykjavík 15 aprile 2012, ore 13:00 UTC | Spagna | 4 – 2 (1-2; 1-0; 2-0) referto | Serbia | Laugardalur Arena (150 spett.) |

| Reykjavík 15 aprile 2012, ore 16:30 UTC | Croazia | 12 – 3 (3-0; 4-1; 5-2) referto | Nuova Zelanda | Laugardalur Arena (124 spett.) |

| Reykjavík 15 aprile 2012, ore 20:00 UTC | Estonia | 7 – 2 (2-1; 3-0; 2-1) referto | Islanda | Laugardalur Arena (1.160 spett.) |

| Reykjavík 17 aprile 2012, ore 13:00 UTC | Nuova Zelanda | 2 – 19 (0-8; 2-6; 0-5) referto | Estonia | Laugardalur Arena (95 spett.) |

| Reykjavík 17 aprile 2012, ore 16:30 UTC | Serbia | 3 – 6 (1-2; 0-2; 2-2) referto | Croazia | Laugardalur Arena (134 spett.) |

| Reykjavík 17 aprile 2012, ore 20:00 UTC | Islanda | 0 – 4 (0-2; 0-1; 0-1) referto | Spagna | Laugardalur Arena (650 spett.) |

| Reykjavík 18 aprile 2012, ore 13:00 UTC | Nuova Zelanda | 0 – 17 (0-7; 0-6; 0-4) referto | Serbia | Laugardalur Arena (234 spett.) |

| Reykjavík 18 aprile 2012, ore 16:30 UTC | Spagna | 3 – 5 (1-2; 2-2; 0-1) referto | Estonia | Laugardalur Arena (278 spett.) |

| Reykjavík 18 aprile 2012, ore 20:00 UTC | Croazia | 5 – 1 (1-0; 1-0; 3-1) referto | Islanda | Laugardalur Arena (850 spett.) |

### Classifica
| Pos. |               | PG | V | VOT | POT | P | GF | GS | DR  | Pt |
| 1.   | Estonia       | 5  | 5 | 0   | 0   | 0 | 39 | 11 | +28 | 15 |
| 2.   | Spagna        | 5  | 4 | 0   | 0   | 1 | 21 | 9  | +12 | 12 |
| 3.   | Croazia       | 5  | 3 | 0   | 0   | 2 | 27 | 13 | +14 | 9  |
| 4.   | Islanda       | 5  | 2 | 0   | 0   | 3 | 12 | 19 | -7  | 6  |
| 5.   | Serbia        | 5  | 1 | 0   | 0   | 4 | 27 | 20 | +7  | 3  |
| 6.   | Nuova Zelanda | 5  | 0 | 0   | 0   | 5 | 5  | 59 | -54 | 0  |

### Riconoscimenti individuali
- Miglior portiere: Ander Alcaine -  Spagna
- Miglior difensore: Kenneth MacAulay -  Croazia
- Miglior attaccante: Aleksandr Petrov -  Estonia

### Classifica marcatori
| Giocatore         | PG | G | A  | Pt | +/- | MP |
| ----------------- | -- | - | -- | -- | --- | -- |
| Joel Prpic        | 5  | 3 | 10 | 13 | +6  | 0  |
| Andrew Sertich    | 5  | 7 | 5  | 12 | +8  | 0  |
| Aleksandr Petrov  | 5  | 5 | 7  | 12 | +8  | 0  |
| Maksim Ivanov     | 5  | 4 | 5  | 9  | +6  | 12 |
| Aleksei Sibirtsev | 5  | 5 | 3  | 8  | +6  | 0  |
| Pablo Muñoz       | 5  | 3 | 5  | 8  | +5  | 6  |
| Robert Rooba      | 5  | 3 | 5  | 8  | +5  | 6  |
| Dmitri Rodin      | 5  | 2 | 6  | 8  | +5  | 10 |
| Marko Kovacevic   | 5  | 3 | 4  | 7  | +2  | 2  |
| Igor Lazic        | 5  | 3 | 4  | 7  | +4  | 2  |

Fonte: IIHF.com

### Classifica portieri
| Giocatore             | Min    | TC  | GS | SO | MGS  | Sv%   |
| --------------------- | ------ | --- | -- | -- | ---- | ----- |
| Ander Alcaine         | 290:17 | 98  | 4  | 0  | 1.41 | 95.92 |
| Villem-Henrik Koitmaa | 235:56 | 97  | 6  | 0  | 2.05 | 93.81 |
| Mate Tomljenovic      | 279:04 | 71  | 7  | 0  | 2.64 | 90.14 |
| Dennis Henstrom       | 299:50 | 95  | 10 | 1  | 3.13 | 89.47 |
| Milan Lukovic         | 289:39 | 130 | 16 | 0  | 6.86 | 87.69 |

Fonte: IIHF.com

## Gruppo B

### Incontri
| Sofia 2 aprile 2012, ore 12:00 UTC+3 | Messico | 2 – 9 (0-5; 1-1; 1-3) referto | Belgio | Palazzo dello Sport d'Inverno (65 spett.) |

| Sofia 2 aprile 2012, ore 15:30 UTC+3 | Cina | 9 – 5 (3-2; 2-1; 4-2) referto | Israele | Palazzo dello Sport d'Inverno (152 spett.) |

| Sofia 2 aprile 2012, ore 19:00 UTC+3 | Sudafrica | 1 – 4 (0-1; 1-1; 0-2) referto | Bulgaria | Palazzo dello Sport d'Inverno (1.235 spett.) |

| Sofia 3 aprile 2012, ore 12:00 UTC+3 | Cina | 5 – 1 (3-0; 1-1; 1-0) referto | Messico | Palazzo dello Sport d'Inverno (35 spett.) |

| Sofia 3 aprile 2012, ore 15:30 UTC+3 | Israele | 6 – 2 (3-0; 2-0; 1-2) referto | Sudafrica | Palazzo dello Sport d'Inverno (47 spett.) |

| Sofia 3 aprile 2012, ore 19:00 UTC+3 | Belgio | 14 – 3 (2-0; 6-0; 6-3) referto | Bulgaria | Palazzo dello Sport d'Inverno (1.380 spett.) |

| Sofia 5 aprile 2012, ore 12:00 UTC+3 | Belgio | 4 – 1 (1-1; 2-0; 1-0) referto | Israele | Palazzo dello Sport d'Inverno (38 spett.) |

| Sofia 5 aprile 2012, ore 15:30 UTC+3 | Cina | 6 – 1 (2-0; 4-0; 0-1) referto | Sudafrica | Palazzo dello Sport d'Inverno (62 spett.) |

| Sofia 5 aprile 2012, ore 19:00 UTC+3 | Messico | 8 – 5 (5-0; 1-4; 2-1) referto | Bulgaria | Palazzo dello Sport d'Inverno (1.358 spett.) |

| Sofia 6 aprile 2012, ore 12:00 UTC+3 | Sudafrica | 0 – 14 (0-2; 0-6; 0-6) referto | Belgio | Palazzo dello Sport d'Inverno (65 spett.) |

| Sofia 6 aprile 2012, ore 15:30 UTC+3 | Israele | 5 – 4 (d.t.s.) (1-2; 2-1; 1-1) referto | Messico | Palazzo dello Sport d'Inverno (235 spett.) |

| Sofia 6 aprile 2012, ore 19:00 UTC+3 | Bulgaria | 6 – 3 (0-1; 3-2; 3-0) referto | Cina | Palazzo dello Sport d'Inverno (1.572 spett.) |

| Sofia 8 aprile 2012, ore 12:00 UTC+3 | Messico | 2 – 0 (0-0; 2-0; 0-0) referto | Sudafrica | Palazzo dello Sport d'Inverno (103 spett.) |

| Sofia 8 aprile 2012, ore 15:30 UTC+3 | Bulgaria | 3 – 2 (d.t.s.) (1-1; 1-0; 0-1) referto | Israele | Palazzo dello Sport d'Inverno (1.526 spett.) |

| Sofia 8 aprile 2012, ore 19:00 UTC+3 | Belgio | 8 – 5 (5-2; 2-0; 1-3) referto | Cina | Palazzo dello Sport d'Inverno (537 spett.) |

### Classifica
| Pos. |           | PG | V | VOT | POT | P | GF | GS | DR  | Pt |
| 1.   | Belgio    | 5  | 5 | 0   | 0   | 0 | 49 | 11 | +38 | 15 |
| 2.   | Cina      | 5  | 3 | 0   | 0   | 2 | 28 | 21 | +7  | 9  |
| 3.   | Bulgaria  | 5  | 2 | 1   | 0   | 2 | 21 | 28 | -7  | 8  |
| 4.   | Messico   | 5  | 2 | 0   | 1   | 2 | 17 | 24 | -7  | 7  |
| 5.   | Israele   | 5  | 1 | 1   | 1   | 2 | 19 | 22 | -3  | 6  |
| 6.   | Sudafrica | 5  | 0 | 0   | 0   | 5 | 4  | 32 | -28 | 0  |

### Riconoscimenti individuali
- Miglior portiere: Bjorn Steijlen -  Belgio
- Miglior difensore: Niki de Herdt -  Belgio
- Miglior attaccante: Stanislav Muhačev -  Bulgaria

### Classifica marcatori
| Giocatore         | PG | G  | A  | Pt | +/- | MP |
| ----------------- | -- | -- | -- | -- | --- | -- |
| Olivier Roland    | 5  | 10 | 12 | 22 | +22 | 4  |
| Mitch Morgan      | 5  | 6  | 15 | 21 | +20 | 2  |
| Vincent Morgan    | 5  | 10 | 8  | 18 | +21 | 0  |
| Eliezer Sherbatov | 5  | 9  | 5  | 14 | +6  | 0  |
| Stanislav Muhačev | 5  | 4  | 10 | 14 | -1  | 0  |
| Daniel Mazour     | 5  | 6  | 4  | 10 | +4  | 14 |
| Aleksej Jotov     | 5  | 5  | 5  | 10 | -1  | 2  |
| Zhang Weiyang     | 5  | 5  | 4  | 9  | +4  | 4  |
| Sergei Frenkel    | 5  | 1  | 8  | 9  | +5  | 8  |
| Kristof van Looy  | 5  | 3  | 5  | 8  | +9  | 4  |

Fonte: IIHF.com

### Classifica portieri
| Giocatore          | Min    | TC  | GS | SO | MGS  | Sv%   |
| ------------------ | ------ | --- | -- | -- | ---- | ----- |
| Bjorn Steijen      | 260:00 | 124 | 8  | 0  | 1,85 | 93,55 |
| Nikola Nikolov     | 167:19 | 92  | 8  | 0  | 2,87 | 91,30 |
| Andrés de la Garma | 149:48 | 102 | 10 | 0  | 4,01 | 90,20 |
| Jevgeni Gusin      | 257:06 | 126 | 15 | 0  | 3,50 | 88,10 |
| Jack Nebe          | 180:17 | 121 | 15 | 0  | 4,99 | 87,60 |

Fonte: IIHF.com